# 大倉岳高原スキー場
大倉岳高原スキー場（おおくらだけこうげんスキーじょう）は、石川県小松市尾小屋町にあるスキー場である。小松市営のスキー場で、指定管理者の小松市まちづくり市民財団が管理・運営を行っている。

## コース
初級者から上級者向けの3コースと子ども向けのコースが整備されている。
- ウェデルンコース　　上級者向け
- 日本海コース　　　　中級者向け
- ファミリーゲレンデ　初心者向け
- チビッコゲレンデ　　子供向け

## リフト
当スキー場には3基のリフトが設置されている。
- 第1ペア（889メートル）[2]
- 第2ペア（342メートル）[2]
- 第3ペア（654メートル）[2]

## 施設
- ロッジ
- レンタルショップ
- ショップ
- スキー・スノーボードスクール
- ナイター設備あり（今年度よりLED化）
- 駐車場（600台、無料）

## 交通アクセス
公共交通機関
- 2022年に、尾小屋方面のバスは、廃止

自動車
- 北陸自動車道小松ICより約30分。

## その他
オフシーズンは秋に大倉岳高原一帯にコスモスが咲く光景が見られる。
今年度2023〜2024年シーズンよりリフト料金、レンタル料金の改定